# Borgo di Arquata
Borgo di Arquata is een plaats (frazione) in de Italiaanse gemeente Arquata del Tronto.